# Lundqvist
Lundqvist, Lundquist og Lundkvist er forskellige former af et skandinavisk efternavn. Per 1. januar 2023 var der så mange personer i Danmark med de forskellige varianter:
- Lundqvist: 479
- Lundquist: 354
- Lundkvist: 126

## Personer med navnet
- André Lundquist
- Artur Lundkvist
- Bente Lundquist
- Carl Lundquist
- Henrik Lundqvist
- Karen Stenz Lundqvist
- Lars Lundkvist
- Lisbet Lundquist
- Lita Lundquist
- Sille Lundquist
- Torbjörn Iwan Lundquist